# Пролетарка (Зыряновский район)
Пролетарка (каз. Пролетарка) — село в Зыряновском районе Восточно-Казахстанской области Казахстана. Входит в состав Чапаевского сельского округа. Находится примерно в 20 км к юго-западу от районного центра, города Зыряновска. Код КАТО — 634861400.

## Население
В 1999 году население села составляло 189 человек (94 мужчины и 95 женщин). По данным переписи 2009 года, в селе проживали 102 человека (52 мужчины и 50 женщин).